# 天主教奧比多斯教區
天主教奧比多斯教區（拉丁語：Dioecesis Obidensis），是巴西一個天主教教區，位於北部帕拉州西北部。屬貝倫總教區。
1957年4月10日設自治監督區。2011年11月9日升為教區。教區2004年有教友167,379人，佔總人口83.2%。有七個堂區、司鐸廿二人。現任教區主教為巴爾納鐸·若望·巴曼。